# 国家发展政策
国家发展政策（英語：National Development Policy，NDP）是马来西亚首相马哈迪·莫哈末在第四任期于1991年6月17日提出的一项马来西亚经济政策。目标是实现经济增长，同时确保利益惠及社会各阶层。国家发展政策在1990年代取代新经济政策（NEP），但继续推行大多数针对土著的平权行动的策略。根据政府数据，马来人在经济中的份额虽然已比从前更多，但仍未接近30%的目标。在审查新经济政策时，政府发现虽然收入不平等已经减少，但与马来人企业整体所有权相关的一些重要目标尚未实现。该政策于1991年通过，为期10年，并于2001年由国家远景政策（NVP）取代。